# Josip Marković (arhitekt)
Josip Marković (Sisak, 16. veljače 1874. – Pariz, 31. siječnja 1969.), bio je hrvatski arhitekt.
Uz arhitekte Stjepana Podhorskog, Vjekoslava Bastla i Viktora Kovačića Marković je jedan od utemeljitelja hrvatske moderne arhitekture. Spletom okolnosti postao je i dijelom mitske priče čiji su glavni protagonisti njegova kći Dora Maar (Teodora Marković) i slavni slikar Pablo Picasso.

## Životopis

### Obrazovanje
Josip Marković rođen je 16. veljače 1874. godine u Sisku. Nakon završene pučke i građanske škole odlazi iz Siska u Zagreb gdje se upisuje u Graditeljsku školu pri Obrtnoj školi u Zagrebu. Godine 1892. zajedno s Bastlom i Podhorskim polaznik je prvog naraštaja Arhitektonskog odsjeka pri graditeljskoj školi, koji će polaziti do 1896. godine. Odmah po završetku škole s titulom građevnog tehničara odlazi u Pariz gdje upisuje École des Beaux Artis. Studij je uz velike materijalne teškoće uspio završiti 1900. godine. U isto vrijeme na glasovitoj pariškoj svjetskoj izložbi autor je Bosansko-hercegovačkog paviljona. Tijekom školovanja u Parizu piše kritička pisma koja će u Zagrebu biti objavljivana u Trgovačkom i obrtnom svijetu. Riječ je o prvim kritičko-teoretskim osvrtima na temu moderne arhitekture u Hrvatskoj, kao prologu skorom nastupu Viktora Kovačića.

### Poduzetništvo
Nakon završenog školovanja od 1901. do 1905. godine djeluje kao samostalni građevni poduzetnik na relaciji Pariz – Zagreb. U to vrijeme ostvarit će u Zagrebu plodnu suradnju s Viktorom Kovačićem s kojim radi projekte za arhitektonsko-građevno poduzeće Pilar & Mally & Bauda. U to vrijeme Marković je prisutan i na nekoliko zagrebačkih natječaja – na natječaju za Trgovačko obrtničku komoru i muzej na Mažuranićevom trgu, a potom i na natječaju za Hipotekarnu banku. Godine 1903. na Trsatu se vjenčao s Francuskinjom Louisom Julijom Isevoisin koja će mu nekoliko godina poslije roditi kćer Doru Maar (1907. – 1997.). 
Godine 1905. odlazi u Sjevernu i Južnu Ameriku, a od 1906. godine nastanjuje se u Buenos Airesu. Ondje će Marković realizirati nekoliko značajnih objekata: metereološki stup-spomenik austrougarskim doseljenicima (Columna Meteorológica), palaču brodarske kompanije „Nicolás Mihanovich“ Nikole Mihanovića, zgradu austrougarskog veleposlanstva u Argentinskoj Republici, župni ured crkve sv. Ante Padovanskog (Villa Devoto) i još nekoliko poslovnih zgrada. Najznačajnije ostvarenje bit će turističko-arhitektonski kompleks El Real de San Carlos u Coloniji del Sacramento u Urugvaju (1910.). Kompleksom dominira reprezentativno borilište bikova kapaciteta 10000 gledatelja. Unutar kompleksa bio je također izgrađen i hotel sa sportskim terenima.
Godine 1926. Marković se vraća u Pariz, gdje se posvećuje diplomatskom životu. Više nije nikada bio aktivan kao arhitekt. 
Marković je umro 31. siječnja 1969. godine u Parizu.

## Vanjske poveznice
- Marković, Josip Hrvatska tehnička enciklopedija, portal hrvatske tehničke baštine. LZMK